# وانگیسوکوس
وانگیسوکوس (نام علمی: ') نام یک سرده از تیره یوپارکری‌سانان است.